# Jean Tabary
Jean Tabary (5. marts 1930 i Stockholm – 18. august 2011 (81 år) i Pont-l'Abbé-d'Arnoult) var en fransk tegneserietegner, der blandt andet tegnede serierne Iznogood og Lasse Landevej.